# Metafora
Metáfora (starogrško μεταφορά: metaforá – prenos) ali prispodóba je uporaba določene besede namesto druge, na podlagi nekatere njune skupne pomenske značilnosti. Zaradi neke podobnosti prenesemo pomen z enega predmeta na drugega. Spada med trope. 
Zgledi:
- Tomaž je osel. (Namesto trmast pravimo osel, kar pomeni osel pripišemo trmastemu človeku.)
- Ti si krava.
- Ponoči je vsaka krava črna.

## Med metafore uvrščamo tudi:
Okrasne pridevke ali epíteton ornans. Okrasni pridevek je lastnost osebe ali tudi predmeta, ki na kratko in na slikovit način pokaže njuno bistveno lastnost.
Zgledi: 
- črna tema
- bela Ljubljana
- rdeča kri

Poosebitve ali personifikacije. Poosebitev je način izražanja, ki obravnava živali, predmete in pojme kot osebe. Pisec jih poimenuje, se z njimi pogovarja, jim pripisuje človeške lastnosti.
Zgledi: 
- Denar je sveta vladar.
- Okna gledajo na ulice.

Stalna rekla ali fraze. Stalna rekla so besede ali skupine besed, ki so prišla v vsakdanjo rabo, a so njihovi prvotni pomeni večkrat zelo različeni od današnjega.
Zgledi: 
- lahko noč (noč ni fizično lahka)
- dobro jutro (jutro ni dejansko dobro)
- kislo vreme (ni dobesedno kislo, je mračno ali oblačno)
- Besedo je snedla (ni izpolnila obljube)

Metafora se je iz prvotnega območja retorike in poetike preselila v najrazličnejše vede, postala je predmet lingvistike, literarne vede, psihologije, psihoanalize, filozofije jezika, semiotike, kognitivne znanosti, računalništva idr. Ena od ključnih ugotovitev sodobnega pogleda na metaforo je, da metafor ne uporabljamo zgolj za jezikovno sporazumevanje, temveč da v metaforah tudi mislimo. Konec sedemdesetih let se je tako zgodil t. i. kognitivni preobrat, ki je metaforo iz jezikovne ravni prenesel na konceptualno, miselno raven. Metaforo so začeli obravnavati kot konceptualni mehanizem, kot »miselne figure«, s pomočjo katere se vedenje o konkretnih pojavih in izkušnjah projicira na številne abstraktne domene.
Obstaja več različnih razlag metafore: tradicionalna teorija metafore (substitucijska in primerjalna teorija metafore), interakcijska teorija in kognitivna teorija (sodobna teorija metafore).

## Tradicionalna teorija metafore
Več kot dvatisočletna zgodovina teorije metafore sega k Aristotelu, ki je o metafori pisal v Poetiki in Retoriki. V 21. poglavju njegove Poetike beremo, da je metafora »prenos pomena na neko drugo besedo, in sicer ali od splošnega (roda) na neko vrsto ali od neke vrste na splošno (rod) ali od ene vrste na drugo vrsto ali po analogiji«. 
Te štiri glavne vrste pojasnjuje s primeri iz Odiseje: 
- Splošno (stati) namesto specifičnega (sidro): Moja ladja stoji namesto Moja ladja je zasidrana. Ladja mi tamkaj stoji.
- Specifično namesto splošnega: Tisoč dobrih stvari (je počel Odisej), za veliko dobrih stvari, tj. nasprotni primer od prejšnjega. Tisoče slavnih reči Odisej je že storil.
- Od ene vrste v drugo: Zajeti dušo z bronom namesto izpuliti dušo, zajemanje in izpuljenje sta načina odvzemanja.
- Analogija: Večer življenja za starost: med dnevom (A) in večerom (B) velja enako razmerje kot med človeškim življenjem (C) in starostjo (D). Sorazmerje lahko zapišemo A:B=C:D; lahko uporabimo drugi izraz (B) namesto četrtega (D), po analogiji, ali pa izraz (A) namesto (C). Upoštevajoč lastnosti sorazmerja, lahko zapišemo BxC = AxD, kjer BxC = Večer življenja in AxD = Starost dneva.

Po analogiji, piše Aristotel, nastajajo najuspešnejše metafore. Tvorbo metafor je Aristotel razglasil za veliki dar, ki ga imajo pesniki, saj je zatrdil, da metafora ne zapisuje obstoječe podobnosti, marveč ustvarja enkratno videnje podobnosti med različnima predmetoma. Iz Aristotelovega pojmovanja metafore, to je prevzemanja nepravega imena namesto pravega, izhaja, da je metafora jezikovni odklon oziroma jezikovna posebnost in da jo je torej mogoče ustrezno zamenjati z dobesednim izrazom, zato se imenuje substitucijska teorija metafore. 
Po Aristotelu ima metafora dve vlogi; uporablja se za zapolnjevanje leksikalne praznine (katahreza), predvsem pa kot pesniški okras, kar pomeni, da je njeno primarno mesto v pesniškem in umetelnem jeziku, medtem ko je vsakdanji jezik brez metafor, kar je v močnem nasprotju z dognanji kognitivne lingvistike, ki pravi, da je prav vsakdanji jezik močno prepreden z metaforo.
Aristotelova določitev metafore temelji na besedni semantiki, na prepričanju, da ima vsaka stvar svoje ime, da sta beseda in pomen dve strani istega kovanca ali da je ime pripeto na pomen kot denimo nalepka na steklenico. Danes vemo, da pomena ni mogoče določiti zunaj konteksta in zato tudi metafore ne. Substitucijski model metafore se v teoriji še zmeraj ohranja, ima svoje zagovornike in nasprotnike.
Primerjalna teorija metafore ima svoje korenine prav tako v antiki, pri Aristotelu, Ciceronu in Kvintilijanu. Podobno kot Aristotel je tudi Ciceron zatrdil, da je metafora velik okras govora. Njegov učenec Kvintilijan je o metafori pisal v osmi knjigi svojega obsežnega dela Institutionis oratoriae in bil prav tako prepričan, da metafora zapolnjuje leksikalno praznino ali pa je v funkciji stilnega okrasa. Metaforo je imel za najlepši trop in dar narave, obenem pa je posvaril, da pogosta raba metafor lahko povzroči nejasnost govora, da je potrebno paziti na ustreznost metafor, da morajo delovati naravno in ne smejo biti vulgarne. Kvintilijan je metaforo izpeljal iz primere in jo imenoval skrajšana primera. Razlikoval je štiri vrste metafor, po njegovem prihaja v metafori do pomenskega prenosa z živega na živo, z neživega na živo, z živega na neživo in z neživega na neživo. Primerjalna teorija je tako posebna oblika substitucijske teorije, saj razlaga metaforo kot izraz, ki ga je mogoče nadomestiti z dobesednim izrazom.

## Interakcijska teorija
Interakcijska teorija metafore izhaja iz kritike primerjalnega modela metafore, zatrjuje namreč, da metafora ne nastane iz primere in da je ni mogoče nadomestiti z dobesednim izrazom. Ta teorija ne govori o metafori kot o obliki jezikovnega odklona, temveč o interakcijskem procesu, ki se dogaja v metafori. Zavrača temeljne pojme substitucijske teorije, kot so podobnost, analogija, prenos in poudari odprtost, nekonvencionalnost, neprevedljivost metaforičnega pomena in vlogo metafore v besedilu. Metafora lahko prebudi občutja, omogoča spoznanja, predstave, opravlja vlogo ponazoritve, odtujitve, igre, mitizacije, deluje provokativno, enigmatično itd. 
Razvila se je v prvi polovici 20. stoletja, za njenega začetnika pa je razglašen I. A. Richards, ki je v svoji razpravi Metaphor (1936) uvedel novo razumevanje metafore in prelomil z retoričnim pojmovanjem metafore, saj metafore ne pojmuje več kot jezikovni odklon ali okras, temveč kot ubeseditev dveh idej, ki delujeta istočasno. O metafori lahko po Richardsu govorimo tedaj, ko »imamo dve misli o različnih stvareh, ki delujeta hkrati in se naslanjata na eno besedo ali izraz, smisel pa je rezultat njunega medsebojnega učinkovanja« . Za člena metafore je predlagal izraza tenor in vehicle. Metafora je postavljena v predikacijo in obravnavana v kontekstu; tako je postala nekakšna mala zgodba za izražanje misli, čustev in domišljije.
Richardsove ideje o metafori je razvijal Max Blacke in uvedel pojem interakcijske teorije. Metaforo je opredelil kot besedno ali stavčno zvezo, v kateri mora biti vsaj ena beseda uporabljena metaforično (žarišče), hkrati pa vsaj ena dobesedno (okvir). Interakcijski model metafore je Max Black razložil ob konkretnem primeru metafore: 

#### Zgled
Človek je volk
Glavni predmet (človek) in stranski predmet (volk) delujeta kot sistema. Bralec si mora ustvariti sistem implikacij o volku. Black je prepričan, da za metaforo ni odločilno, ali so splošne lastnosti stranskega predmeta resnične, temveč predvsem to, da prinašajo ustrezne in svobodne evokacije. Metafora ČLOVEK JE VOLK priklicuje volčje implikacije, kot so divji, krvoločen, zvit, živalski idr. če je človek volk, potem denimo uničuje druga živa bitja, je divji, lačen, v neprestanem boju itd. Vsaka taka implicitna trditev se mora preurediti, tako da ustreza glavnemu predmetu; volčji sistem implikacij vodi bralca, da izgradi ustrezen sitem implikacij o glavnem predmetu. Implikacije o človeku so po Blacku določene z implikacijami, ki se vežejo na dobesedno rabo besede volk. Metafora volka tako poudarja ene in izloča druge lastnosti ter organizira naš pogled na človeka. Metafora po Blacku povzroči spremembe tudi v stranskem predmetu, v metafori ČLOVEK JE VOLK naj bi postal volk bolj človeški kot sicer.
Georg Schöffel v svoji knjigi Denken in Metaphern vidi največjo pomanjkljivost Blackove interakcijske teorije prav v preohlapni določitvi sistema splošnih mest; ta namreč ne more biti določen s splošnim vedenjem povprečnega človeka, kot je prepričan Black, saj je različen že na sinhroni ravni, nujno pa se spreminja tud skozi čas. Isti avtor opozori tudi na
znano dejstvo, da teoretiki razpravljajo o metafori pravzaprav z metaforo samo.
Reveži so črnci Evrope

## Kognitivna teorija
Ameriški jezikoslovec Georg Lakoff s soavtorji v okviru kognitivnega jezikoslovja izgrajuje od 80. let 20. stoletja kognitivno teorijo metafore. Ta teorija poskuša popolnoma zavreči iz antike podedovano prepričanje, da je metafora jezikovna figura, sredstvo pesniškega in retoričnega jezika. Lakoff in Johnson izhajata iz prepričanja, da metafora kar najmočneje prežema naše vsakdanje življenje in je predvsem pojav človekovega mišljenja in delovanja, zato je njeno primarno mesto v kognitivnem sistemu in ne v jeziku. Avtorja ugotavljata, da je človekov konceptualni sistem v veliki meri metaforično strukturiran in da je metafora kot jezikovna figura sekundarni pojav, ker da jo omogoča šele metaforični koncept ali konceptualna metafora.
Metafora, ki je vse od Aristotela naprej imela status najodličnejše figure pesniškega jezika in umetelnega govora sploh, se je ob koncu drugega tisočletja znašla v prozaičnosti vsakdanjega jezika. Kognitivna semantika je namreč konvencionalno metaforo, ki je bila dotlej potisnjena na rob zanimanja, umestila v središče jezikoslovnega raziskovanja. Temeljno spoznanje kognitivne teorije metafore je, da je metafora osrednja oblika pojmovne konceptualizacije in da se kot metaforični izraz pojavlja v vseh jezikovnih zvrsteh.
Avtorja ugotavljata, da metafora ni omejena na poetično in retorično rabo, temveč je z njo prepreden jezik v celoti, v njem se konvencionalne metafore združujejo v sisteme, ki temeljijo na sliki, zato te metafore zrcalijo delovanje človekovega kognitivnega sistema. Osnovna teza kognitivne teorije je, da uporabljamo za konceptualizacijo kompleksne resničnosti metaforične procese, tako da nedoločne, abstraktne in težko določljive predmetne vsebine stukturiramo s konkretnimi fizičnimi in kulturno pogojenimi izkušnjami.
Kognitivna teorija metafore izhaja iz prepričanja, da med vsakdanjim jezikom in jezikom literature ni bistvene razlike. Kognitivisti so torej prepričani, da kreativne metafore, ki se zapisujejo v ekonomiji, pravu, politiki itd., niso nič drugačne od tistih v literaturi, le da so tu pogostejše, zato naj bi bila literatura primarni predmet njihovega preučevanja. Kreativne metafore po Lakoffu in Johnsonu omogočajo nov način razmišljanja, ustvarjajo nove realitete, kar je posebej značilno za pesniške metafore, saj prav te najpogosteje kreirajo nove konceptualne metafore .

#### Zgled
Najin odnos je zašel v slepo ulico
je stavek, ki ni nujno vzet iz književnosti, saj ga lahko slišimo precej pogosto. Podobnih primerov te tako imenovane »konceptualne metafore« je nič koliko. Lakoff pokaže, kako pojmujemo ljubezen kot potovanje, v kateri sta ljubimca popotnika, ljubezenski odnos vozilo, skupni smotri so cilji potovanja, težave v odnosu pa ovira v potovanju. Uporabljajoč to paradigmo - Lakoff uporabi besedo »mapping« - iz enega področja preidemo na drugo, v tem primeru iz ljubezni na potovanje. Vsako primerjanje (vsaka paradigma) sledi vzorcu (je stalni vzorec konceptualnih) pojmovnih povezav. V paradigmi »ljubezen je potovanje« je odnos vozilo.
Na sorden način v vsakdanjem govoru metaforično konceptualiziramo čas. Čas je pogosto podan kot premikanje, kjer je prihodnost pred opazovalcem, preteklost pa za njim. Ker ima premikanje prostorsko dimenzijo, jo dobi tudi čas, posledično pa tudi »hitrost« in podobni pojmi.

#### Metafore vsakdanjih dogodkov
- Spremembe so premiki.
- Razlogi so sila.
- Nameni so smotri.
- Načini so poti.
- Težave so ovira.
- Pričakovani napredek je urnik potovanja, potnik pride do predvidenih ciljev ob predvidenih trenutkih.
- Diskusija je vojna.
- Več je zgoraj, manj je spodaj.
- Vrlina je zgoraj, razvada je spodaj.
- Prihodnost je pred nami, preteklost je za nami.
- Ljubezen je norost.
- Ljubezen je vojna.

## Postopek za ugotavljanje metaforičnih besed v besedilu:
(1) Preberemo celotno besedilo in s tem pridobimo splošno razumevanje pomena.
(2) Opredelimo leksikalne enote v besedilu.
(3a) Za vsako leksikalno enoto v besedilu določimo njen pomen v kontekstu, tj. na kakšen način se povezuje s posameznimi entitetami, relacijami ali lastnostmi v situaciji, ki jo besedilo evocira (kontekstualni pomen). Upoštevamo tudi okolje, v
katerem se leksikalna enota nahaja (kaj je pred in za njo).
(3b) Za vsako leksikalno enoto ugotovimo, ali ima nek osnovnejši sodobni pomen v drugih kontekstih. Osnovni pomeni so običajno:
- konkretnejši (to pomeni, da si je tisto, kar evocirajo, lažje predstavljati, videti, slišati občutiti, vohati ali okusiti);
- povezani s telesnim delovanjem;
- bolj natančni in jasni;
- zgodovinsko starejši.

Pri čemer osnovni pomeni niso nujno najpogostejši pomeni leksikalne enote.
(3c) Če ima leksikalna enota pomen, ki je v drugih kontekstih osnovnejši in sodobnejši, ugotovimo, ali je kontekstualni pomen v nasprotju z osnovnim pomenom, a ga je na temelju primerjave moč razumeti.
(4) Če je odgovor pritrdilen, potem leksikalno enoto označimo kot metaforično.
Poleg tega, da z izrazom »leksikalna enota« poudarjamo pomen (ali enega od pomenov) besede, Cienki še dodaja, da je le ta širši od besede, saj vključuje tudi pogoste besedne zveze, ki lahko izražajo eno posamezno enoto pomena.
Kognitivno jezikoslovje se je v Sloveniji začelo razvijati šele konec devetdesetih let, kar je razmeroma pozno glede na vpliv, ki ga je kognitivno gibanje imelo v drugih evropskih državah. Konceptualne metafore lahko razvrstimo glede na kognitivno funkcijo v strukturne, ontološke in orientacijske.